# Sérgio Lisboa
Sérgio Pinheiro da Silva Lisboa  (Jaboatão dos Guararapes, 9 de setembro de 1888 — Gameleira, 20 de dezembro de 1954) foi um artista plástico, decorador, figurinista e pintor pernambucano, e um dos fundadores da  troça carnavalesca (hoje Clube carnavalesco) Pão Duro. O Clube, que completou 100 anos de existência em 2016, foi um dos homenageados do Carnaval do Recife naquele ano. 
Também foi autor de um único frevo de rua intitulado Fogão, gravado pela primeira vez por Zacarias e sua Orquestra, e lançado em selo RCA Victor, em julho de 1950. Esta música tem popularidade semelhante a do frevo Vassourinhas, de Joana Batista e Matias da Rocha.
Como pintor, deixou sua marca nas abóbadas das igrejas de Nossa Senhora do Carmo, da Penha, de São Pedro, no Recife, e em outras igrejas do interior Pernambucano e do estado de Alagoas. O artista é homenageado com uma rua que leva o seu nome na comunidade do Detran, localizada no bairro da Iputinga, zona oeste do Recife.

## Gravações
O frevo Fogão foi gravado por diversos intérpretes da música brasileira, nos seguintes trabalhos:
| Ano de Gravação | Intérprete                                                   | Álbum                                               | Mídia    |
| --------------- | ------------------------------------------------------------ | --------------------------------------------------- | -------- |
| 1950            | Zaccarias e Sua Orquestra                                    | Zaccarias e Sua Orquestra                           | 78 rpm   |
| 1952            | Guio de Morais e Sua Orquestra                               | Guio de Morais e Sua Orquestra                      | 78 rpm   |
| 1955            | Zaccarias e Sua Orquestra                                    | Frevos                                              | EP       |
| 1956            | Geraldo Medeiros e Orquestra Brasileira de Ritmos            | Dançando o Frevo                                    | LP       |
| 1960            | Zaccarias e Sua Orquestra                                    | Na Onda do Frevo                                    | LP       |
| 1961            | Altamiro Carrilho                                            | Altamiro Carrilho                                   | 78 rpm   |
| 1961            | Altamiro Carrilho e Sua Bandinha                             | Desfile de Sucessos                                 | LP       |
| 1966            | Altamiro Carrilho                                            | Altamiro Carrilho e sua Bandinha no Largo da Matriz | LP       |
| 1976            | Orquestra de José Meneses                                    | Antologia do Frevo                                  | LP       |
| 1976            | Grupo dos Foliões                                            | Comando Geral do Carnaval 76                        | LP       |
| 1976            | Autent Banda Exportason                                      | Povo                                                | LP       |
| 1978            | Ed Maciel e Orquestra                                        | Fervendo                                            | LP       |
| 1978            | Robertinho do Recife                                         | Robertinho no Passo                                 | LP       |
| 1978            |                                                              | Ritmos e Danças - Frevo                             | Compacto |
| 1979            | Banda de Pau e Corda                                         | Frevo - Pelas Ruas de Recife                        | LP       |
| 1979            | Guedes Peixoto e Sua Orquestra                               | Brasil - Carnaval do Nordeste                       | LP       |
| 1982            | Banda Municipal do Recife                                    | Sua Excelência O Frevo de Rua                       | LP       |
| 1983            | Maestro Zezinho e Banda Capibaribe                           | Frevo Brasil                                        | LP       |
| 1992            | Duda e Orquestra                                             | Antologia do Frevo                                  | LP       |
| 1993            | Antúlio Madureira                                            | Teatro Musical                                      | LP       |
| 1993            | Banda de Pau e Corda                                         | Acervo Especial                                     | LP/CD    |
| 1994            | Editora Revivendo                                            | Carnaval - Sua História, Sua Glória - vol.11        | CD       |
| 2000            | Duda e Orquestra                                             | Frevos de Rua - Os Melhores do Século - vol.2       | CD       |
| 2000            | Quarteto de Trombone da Paraíba                              | Paraquedista                                        | CD       |
| 2004            | Marcos França                                                | Um Cavaco no Frevo                                  | CD       |
| 2006            | Antônio Nóbrega                                              | Nove de Frevereiro - vol.2                          | CD       |
| 2007            | Bubuska Valença (obs.: música letrada por Bráulio de Castro) | Pernambucaneando (org.: Bráulio de Castro)          | CD       |
| 2008            | João Donato                                                  | Frevo do Mundo                                      | CD       |

## Uso na Campanha Política de Arraes
O frevo Fogão ganhou letra para o jingle da vitoriosa campanha de Miguel Arraes ao Governo do Estado de Pernambuco em 1986, a primeira campanha após sua volta do exílio na Argélia.